# La Grande, Oregon
La Grande (IPA: [lə ˈɡɹænd]) là một thành phố trong Quận Union tiểu bang Oregon, Hoa Kỳ. Ban đầu có tên là "Brownsville" nhưng bị buộc phải đổi tên vì tên này trùng với tên một thành phố khác trong Quận Linn. Tên hiện thời là có nguồn gốc từ một người định cư Pháp xưa kia, Charles Dause, thường hay dùng câu nói "La Grande" để diễn tả vẻ đẹp của vùng này. Dân số là 12.327 theo Điều tra Dân số Hoa Kỳ năm 2000. Ước tính năm 2006 là 12.540 cư dân. Nó là quận lỵ của Quận Union.6 La Grande nằm về phía đông của Blue Mountains và đôn nam Pendleton.

## Lịch sử
La Grande được tổ chức thành một thành phố vào năm 1865 và sử dụng các đánh vần tiếng Pháp, Le Grannde; hai năm sau đó, một bưu điện cùng tên được thành lập.
Đại học Eastern Oregon của La Grande bắt đầu vào năm 1929 như một Trường Sư phạm Đông Oregon, một trường cao đẳng cho phụ nữ học để làm giáo viên.

## Địa lý
La Grande nằm ở vị trí 45°19′38″B 118°5′36″T / 45,32722°B 118,09333°TĐã đưa tham số không hợp lệ vào hàm {{#coordinates:}} (45.327188, -118.093239)1.
Theo Cục Điều tra Dân số Hoa Kỳ, thành phố có tổng diện tích là 11,3 km² (4,3 mi²), tất cả đều là đất.
Núi Emily là một địa điểm nổi bật được công nhận của Thung lũng Grande Ronde nằm về phía bắc của La Grande.